# Agonandra
Agonandra es un género con 20 especies de plantas de flores perteneciente a la familia Opiliaceae. Tiene unas 20 especies incluyendo Agonandra loranthoides que es nativa de Sudamérica. 

## Especies seleccionadas
- Agonandra brasiliensis
- Agonandra conzattii
- Agonandra duckei
- Agonandra englerii
- Agonandra engleri
- Agonandra excelsa
- Agonandra fluminensis
- Agonandra goldbergiana
- Agonandra granatensis
- Agonandra lacera
- Agonandra loranthoides
- Agonandra macedoi
- Agonandra macrocarpa
- Agonandra obtusifoiia
- Agonandra obtusifolia
- Agonandra ovatifolia
- Agonandra peruviana
- Agonandra racemosa
- Agonandra silvatica
- Agonandra spegazzinii